# Behind Blue Eyes
«Behind Blue Eyes» — пісня англійського рок-гурту The Who. Вона вийшла в листопаді 1971 року як другий сингл з їх п'ятого альбому Who's Next і була спершу написана Пітом Таунсендом для свого проєкту Lifehouse. Пісня є одним з найвідоміших записів The Who. На неї зробили свої кавер-версії багато виконавців.

## Кавер-версії

### Кавер Limp Bizkit
На «Behind Blue Eyes» зробив кавер-версію гурт Limp Bizkit та видав як сингл з їхнього альбому Results May Vary.

### Чарти
| Chart (2003–2004)                         | Найвища позиція |
| ----------------------------------------- | --------------- |
| Австралія (ARIA)                          | 4               |
| Австрія (Ö3 Austria Top 75)               | 3               |
| Бельгія (Ultratop Flanders)               | 13              |
| Бельгія (Ultratop Wallonia)               | 16              |
| Данія (Tracklisten)                       | 2               |
| Франція (SNEP)                            | 17              |
| Німеччина (Media Control AG)              | 2               |
| Ірландія (IRMA)                           | 26              |
| Італія (FIMI)                             | 28              |
| Нідерланди (Dutch Top 40)                 | 4               |
| Нова Зеландія (RIANZ)                     | 5               |
| Норвегія (VG-lista)                       | 2               |
| Швеція (Sverigetopplistan)                | 1               |
| Швейцарія (Media Control AG)              | 5               |
| Велика Британія (Official Charts Company) | 18              |
| США (Billboard Hot 100)                   | 71              |
| США (Alternative Songs) (Billboard)       | 18              |

#### Year-end
| End of year chart (2004) | Position |
| ------------------------ | -------- |
| German Singles Chart     | 15       |

### Інші кавери
Skrewdriver — Behind Blue Eyes
Team 47 - Behind Blue Eyes